# HTC S710
Das HTC S710 Vox ist ein Smartphone der High Tech Computer Corporation (HTC). Das S710 wurde im Februar 2007 auf der 3GSM World Congress vorgestellt und ab Mai desselben Jahres in Deutschland vertrieben. Es war das erste Smartphone mit Microsoft Windows Mobile 6.0, das auf den Markt gebracht wurde. Es ist außerdem das erste Windows Mobile Smartphone, das sowohl eine numerische als auch eine deutsche alphanumerische Tastatur besitzt.

## Technische Daten
- Bildschirm: 2,4″ TFT LCD (Hitachi TX06D10VM0AAA)
- Auflösung: 320×240 (QVGA) bei 131 dpi
- Eingabe: 36-Tasten-QWERTZ-Tastatur / numerische Tastatur
- Kamera: 2,0 MP CMOS-Kamera auf der Rückseite (Lite-On DCM-200MES)
- Prozessor: Ti-OMAP 850 (ARM) 200 MHz CPU
- Speicher: Flash-ROM: 128 MB (nutzbar: ≈52 MB), RAM: 64 MB SDRAM (frei ≈24 MB)
- Speichererweiterung: SDIO/MMC Kartenslot (offizieller SDHC-Support)
- Netzwerkstandards: Quad-Band GSM/GPRS/EDGE (850/900/1800/1900 MHz)
- Kabelverbindungen: Client-mini-USB-B-Anschluss mit Ladefunktion (USB) ExtUSB
- Drahtlosverbindungen: Bluetooth 2.0, WLAN 802.11b/g
- Standardmäßige Akkukapazität: 1050 mAh

Der interne Flashspeicher ist aufgeteilt in 128 MB ROM und 64 MB RAM.
Das HTC S710 besitzt ein eingebautes "Engineering Display". Um es aufzurufen, wählt man *#*#364#*#*. Man erhält eine Übersicht zu GSM-, AMR- und GPRS-Details.

## Varianten und Brandings
Das HTC S710 ist außerdem verfügbar als:
- HTC S711
- Dopod C500 / Dopod C730
- Vodafone VDA V / Vodafone v1415 / Vodafone v7505
- SFR S710
- Orange SPV E650
- Swisscom XPA v1415

Die Gerätevarianten der Anbieter haben teilweise ein leicht modifiziertes Aussehen, aber stets die gleiche Hardware, während die ROMs aber unterschiedliche sind.

## Windows Mobile 6.1 und Windows Mobile 6.5
Die einzige offizielle Version von Windows Mobile für das HTC S710 ist Version 6.0 Standard. Im Internet werden aber auch inoffizielle, neuere Betriebssysteme (sogenannte ROMs) angeboten. Dies funktioniert jedoch nur, wenn ein modifizierter Second Program Loader (SPL) (auch USPL oder SoftSPL genannt) verwendet wird.